# سلبریتی اینفاینتی
سلبریتی اینفاینتی (به انگلیسی: Celebrity Infinity) یک کشتی است که طول آن ۹۶۴٫۶ فوت (۲۹۴٫۰ متر) می‌باشد. این کشتی در سال ۲۰۰۱ ساخته شد.